# Воронов (Коломыйский район)
Воронов (укр. Воронів) — село в Городенковской городской общине Коломыйского района Ивано-Франковской области Украины.
Население по переписи 2001 года составляло 470 человек. Занимает площадь 6,417 км². Почтовый индекс — 78119. Телефонный код — 03430.
В селе находится Церковь Рождества Пресвятой Богородицы (деревянная), построенная в 1876 году. Церковь является памятником местного значения № 672.